# Сателитски снимци континената
Сваки континент је посебно приказан онако како се види из сателита. Слике (мозаици) су састављене од делова већих различитих сателитских снимака са којих су уклоњене атмосферске појаве (облаци), односно урађен је инхенсмент (побољшање). Одабрани сателитски снимци од којих су сачињени мозаици су снимани у време када је Сунце било у зениту (око поднева) над одређеним делом терена чиме је елиминисана појава сенки.
|  |  |  |
|  |  |  |
|  |  |  |

Слике су преузете са УНЕП-а. 2003.  92-807-2272-5 неважећи . ”Изабрани сателитски снимци из нашег променљивог окружења” (Selected Satellite Images of Our Changing Environment).
- датотека у ПДФ-у од 13 MB (језик: енглески)